# Véloscénie
La Véloscénie Paris – Le Mont-Saint-Michel ist die Bezeichnung der Veloroute Nr. 40 im französischen Schema der Radwanderwege und Voies Vertes (Grünen Wege).
Die Fahrradroute ist außer zwischen Massy und Épernon ausgeschildert. Der realisierte Teil umfasst Strecken auf verkehrsarmen Straßen, zwei lange grüne Wege in der Normandie und Wege in Grünzügen außerhalb von Paris und im Ballungsraum Chartres Métropole.

## Geschichte
Unter den Projekten für große Fahrradwege in Frankreich entstand Ende der 1990er Jahre das Projekt der Fahrradroute Paris – Le Mont-Saint-Michel. Der Radweg verbindet drei wichtige Touristenzentren – Paris, Chartres und Mont-Saint-Michel – durch den regionalen Naturpark Normandie-Maine und den regionalen Naturpark Perche.
Dieses Projekt berücksichtigte die in der Normandie im Bau befindlichen oder geplanten grünen Wege, insbesondere den im Jahr 2000 angelegten Weg zwischen Domfront und Pontaubault, den 2010 eröffneten Weg zwischen Condé-sur-Huisne und Alençon sowie die grünen Wege des Plan vert de Chartres métropole. In der Region Île-de-France erschien die Fertigstellung des Grünzugs im Süden von Paris nach Massy auf der Trasse des TGV Atlantique und die potenzielle Verlängerung auf den Überresten der alten Eisenbahnstrecke über Gallardon nach Chartres als wichtige Unterstützung für dieses Projekt. Die Fahrradroute von Paris zum Mont Saint-Michel wurde 2010 als strukturierende Route im nationalen Schema der Fahrradwege und grünen Wege anerkannt.
La Véloscénie wurde 2012 durch die Eröffnung einer speziellen Website und die Ausschilderung der Strecke von Épernon in der Region Centre-Val de Loire, nahe der Gebietsgrenze zur Île-de-France, bis zum Mont-Saint-Michel offiziell anerkannt. 2015 wurde ein neun Kilometer langer Grünzug von Gometz-la-Ville bis zur Grenze der Gemeinde Bonnelles am Rande des Großraums Paris auf dem Teil der ehemaligen Strecke Paris-Chartres über Gallardon angelegt, die Ende der 1960er Jahre für experimentelle Aérotrain-Tests genutzt worden war.
Bisher gibt es in der Île-de-France zwei Varianten für La Véloscénie. Eine Variante über Versailles, den Regionalen Naturpark Haute Vallée de Chevreuse und Rambouillet (ausgeschildert).
Eine Variante über Orsay, den Grünzug von Limours bis Bonnelles und Rochefort-en-Yvelines bis Rambouillet (im Entwurfsstadium, nicht ausgeschildert).
Auf der Website von La Véloscénie wird die Variante über Limours als vorläufig angegeben, da diese Strecke nicht ausgeschildert ist und diese sehr unbefriedigend ist. Es wird empfohlen, La Véloscénie über Versailles zu befahren. Die Strecke in Paris, auf dem Grünzug des Départements Hauts-de-Seine und im Département Yvelines über Versailles wurde 2016 ausgeschildert.

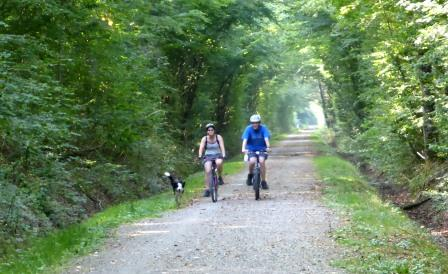
Im Wald von Rambouillet
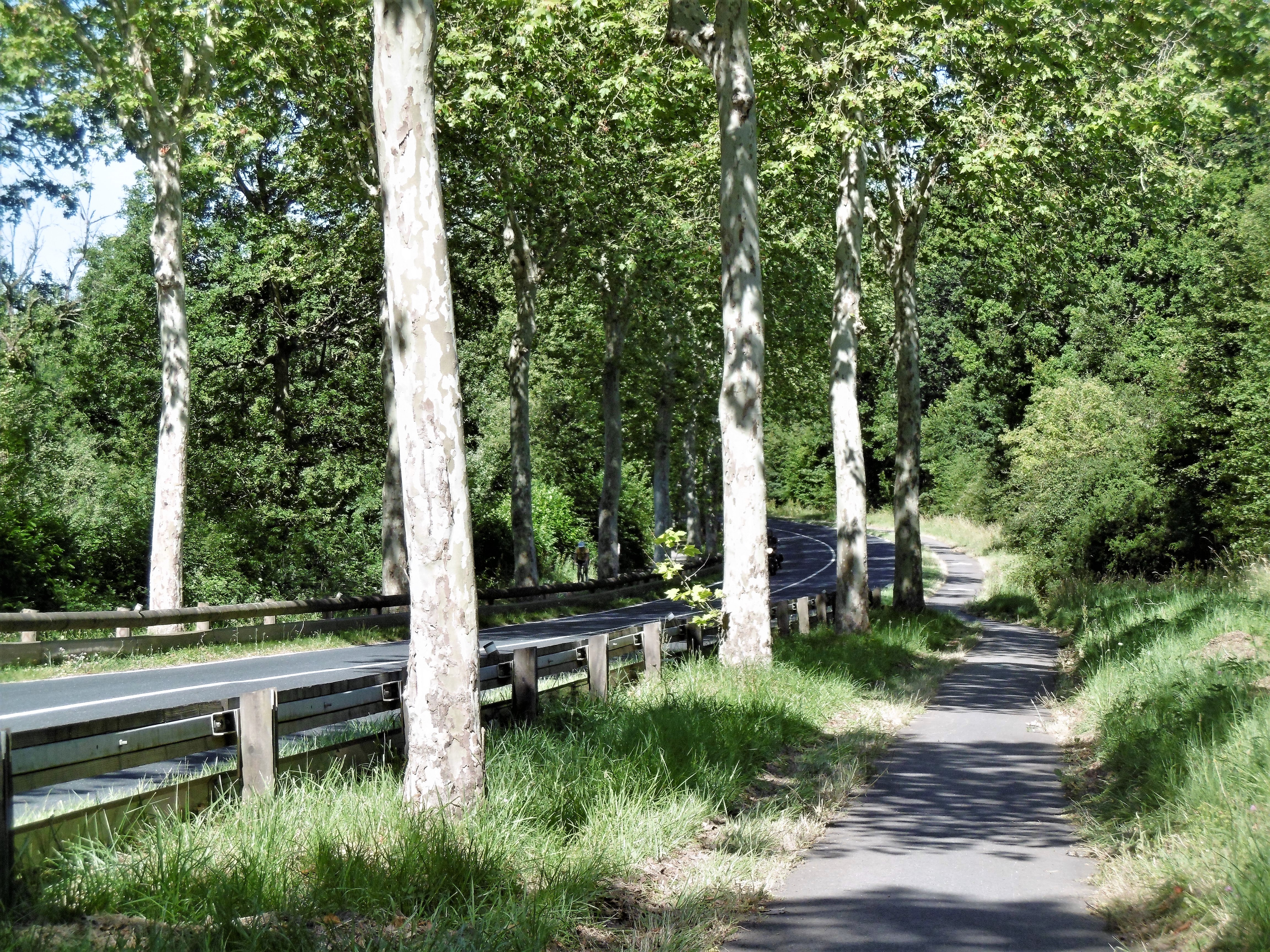
Radweg neben der D 906 westlich von Cernay
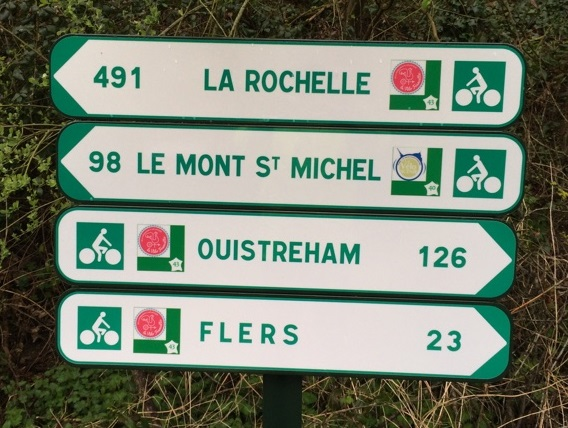
Wegweiser bei Domfront
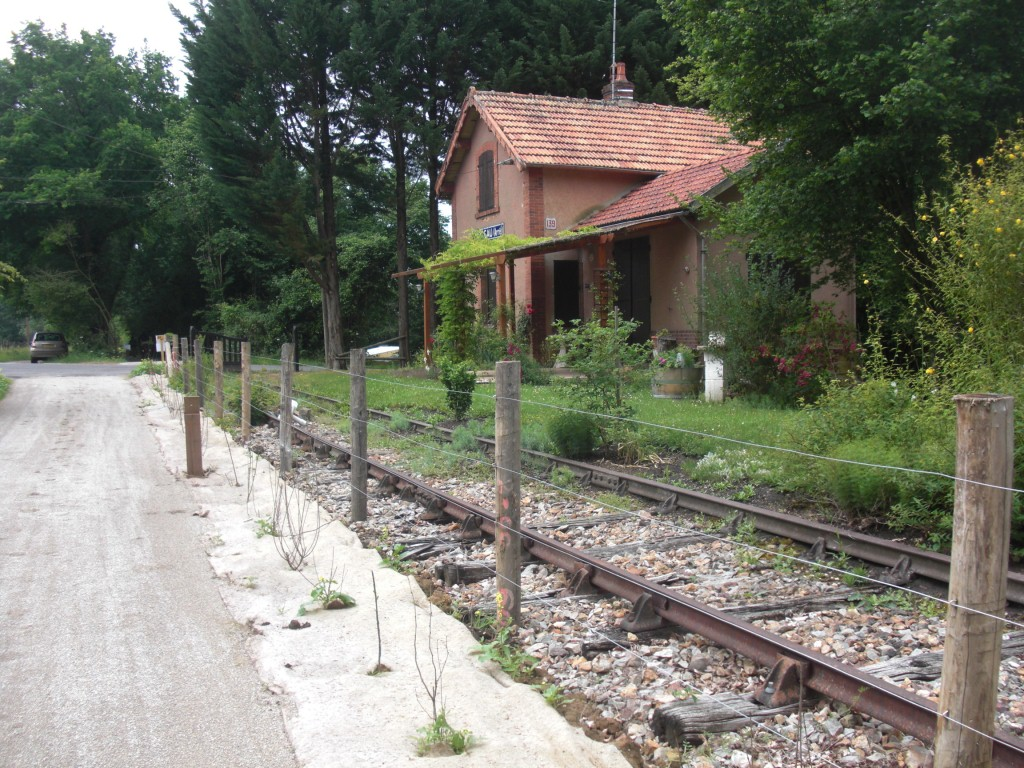
Überreste der alten Eisenbahnstrecke